# Tequilaagave
Tequilaagave (Agave tequilana) är en suckulent växtart inom agavesläktet och familjen agaveväxter. Arten förekommer naturligt i Mexiko från Jalisco till  Sinaloa. På flera andra språk heter arten motsvarande art "blå agave", vilket kan bli förvirrande på svenska eftersom "blå agave" (blåagave) på svenska är namnet på Agave potatorum.

## Användning
Arten ger råvaran till spritdrycken tequila. Den odlas i Mexiko för det syftet. För att spritdrycken ska få kallas tequila måste minst 51 procent av råvaran komma från tequilaagave. Den allra finaste tequilan görs av enbart tequilaagave.

## Beskrivning
Tequilaagave är en flerårig mycket stor bladsuckulent med upp till cirka 1 meter långa, vassa och tandade blad. Blommorna är 6 centimeter långa och vita.

## Synonymer
Agave palmaris Trel.
Agave pedrosana Trel.
Agave pes-mulae Trel.
Agave pseudotequilana Trel.
Agave subtilis Trel.